# Oh Susie
Singles de Secret Service
Ten O'Clock Postman
(1980)
Oh Susie est une chanson du groupe suédois Secret Service, paru sur l'album Oh Susie, en 1979, puis en single la même année.
Le single s'est classé à la 35e place du hit-parade français en janvier 1980.

## Classements hebdomadaires
| Classement (1979-1980)       | Meilleure place |
| ---------------------------- | --------------- |
| Suède (Sverigetopplistan)    | 1               |
| Norvège (VG-lista)           | 6               |
| France (IFOP)                | 35              |
| Allemagne (Media Control AG) | 9               |